# 송수빈

송수빈은 대한민국의 모델이다.

## 경력
- 2015년 - 오토모티브위크 튜닝카경진대회 레이싱모델